# أقا مير احمد (دهرود)
أقا مير أحمد (بالفارسية: آقامیراحمد) هي قرية تقع في إيران في قسم دهرود الريفي. يقدر عدد سكانها بـ 93 نسمة بحسب إحصاء 2016.